# Archidiecezja Ravenna-Cervia
Archidiecezja Ravenna-Cervia – łac. Archidioecesis Ravennatensis-Cerviensis – archidiecezja Kościoła rzymskokatolickiego we Włoszech. Wchodzi w skład regionu kościelnego Emilia-Romania.
Została erygowana w I wieku. W V wieku została podniesiona do rangi metropolii. 22 lutego 1947 została połączona z diecezją Cervia unią aeque principaliter. Obecną nazwę uzyskała 30 września 1986.